# خبرة شخصية
الخبرة الشخصية للإنسان عبارة عن الخبرات التي يتم اكتسابها دقيقة بدقيقة والوعي الحسي بالأحداث.

## معلومات تاريخية
كان بعض الفلاسفة في اليونان القديمة يعتقدون في القديم أن العقل يشبه جهاز التسجيل ويحتفظ بسجلات موضوعية إلى حد ما لما تمر به الحواس. وقد كان هذا الاعتقاد سائدًأ في العالم الغربي حتى القرن العشرين إلى أن أثبتت تجارب علم النفس المعرفي أن ذلك ليس صحيحًا، وأن العديد من الأحداث تنجم عن العقل، اعتمادًا على «ما يجب أن يكون». وقد فسر ذلك، بالإضافة إلى أشياء أخرى، سبب اختلاف روايات الشهود للأحداث بشكل كبير.
وفي روما القديمة، كان يعتقد أن الخبرات الشخصية هي جزء من بعض الخبرات الجماعية المقدسة أو التي تسود بين أفراد الجنس كله. وقد أدى ذلك إلى ظهور مفاهيم مثل الذاكرة العرقية والمهمة القومية بالإضافة إلى مفاهيم مثل العنصرية والوطنية. وربما كان من الأسهل خلق الحركات السياسية والروح المعنوية العسكرية من خلال مثل تلك المفاهيم، أكثر من مجرد فكرة الخبرة الشخصية. وقد كان كارل يونغ وجوزيف كامبل محققين بارزين حول هذه الأفكار المرتبطة بالخبرات الجماعية في القرن العشرين.
وخلال عصر التنوير، جرت تحقيقات دقيقة وصارمة حول هذه الأفكار. وقد ذكر إيمانويل كانت أنه كان من الممكن فقط شرح «الخبرة وأهدافها» كتبعات لبعضها البعض: فإما أن الخبرات تؤدي إلى إتاحة هذه الأهداف أو أن هذه الأهداف تؤدي إلى إتاحة تلك الخبرات. وينظر إلى ذلك اليوم على أنه ثنوية، ورفض احتمالية شيء ثالث مما يجعل الخبرات والواقعية التي تتميز بها أهدافها محتملة. ويمكن أن يكون هذا الشيء عبارة عن إدارك أكثر شمولية، كما هو مقترح في بعض إصدارات المسيحية أو فلسفة جايا.